# Avia B.122
Avia B.122 Vosa ("Wasp") là một loại máy bay huấn luyện hai tầng cánh của Tiệp Khắc được phát triển vào giữa thập niên 1930.

## Biến thể
Avia B.122
Avia Bs.122
Avia Ba.122
Ba.222
Ba.322
Ba.422

## Quốc gia sử dụng
BulgariaKhông quân Bulgary
 CzechoslovakiaKhông quân Tiệp Khắc
 GermanyLuftwaffe
 RomâniaKhông quân Hoàng gia Romani
 SlovakiaKhông quân Slovak (1939-1945)
 Liên Xô15 chiếc Ba.122

## Tính năng kỹ chiến thuật (Ba.122)
Dữ liệu lấy từ Jane's All the World's Aircraft 1938
Đặc điểm tổng quát
- Kíp lái: 1
- Chiều dài: 6,80 m (22 ft 4 in)
- Sải cánh: 8,85 m (29 ft 0.5 in)
- Chiều cao: 2,84 m (9 ft 4 in)
- Diện tích cánh: 22,55 m² (242,7 sq ft)
- Trọng lượng có tải: 1080 kg (2381 lb)
- Động cơ: 1 × Avia Rk-17, 260 kW (350 hp)

 Hiệu suất bay 
- Vận tốc cực đại: 270 km/h (168 mph)
- Vận tốc hành trình: 230 km/h (143 mph)
- Trần bay: 7.000 m (22.300 ft)
- Vận tốc lên cao: lên độ cao 3.000 m: 8,33 m/s (1.640 ft/phút)